# Thomas Fitzalan, 12. Earl of Arundel
Thomas Fitzalan, 12. Earl of Arundel, 10. Earl of Surrey (auch FitzAlan) KG (* 13. Oktober 1381; † 13. Oktober 1415), war ein englischer Adliger, der während der Machtübernahme und Regierungszeit von König Heinrich IV. eine bedeutende Rolle spielte.

## Leben
Thomas Fitzalan war der Sohn von Richard FitzAlan, 11. Earl of Arundel aus dem Adelsgeschlecht der FitzAlan, und seiner ersten Frau Elizabeth de Bohun. Als er 16 Jahre alt war, ließ König Richard II. seinen Vater als Verräter enthaupten und zog die Güter der Familie ein. Thomas wurde in die Obhut von John Holland, 1. Duke of Exeter, gegeben, einem Halbbruder des Königs. Holland, der auch einen großen Teil des Fitzalan-Besitzes erhielt, misshandelte den Jungen jedoch, was dazu führte, dass Thomas floh. Es gelang ihm, nach Frankreich zu kommen, wo sein Onkel Thomas, der ehemalige Erzbischof von Canterbury, im Exil lebte. Die beiden Fitzalans schlossen sich dem ebenfalls aus England verbannten Henry Bolingbroke, einem Cousin des Königs, an.
Im Juli 1399 folgte Thomas Fitzalan Bolingbroke nach England und unterstützte seinen Machtkampf gegen König Richard. Nachdem Bolingbroke als König Heinrich IV. die Macht übernahm, wurde Thomas im Oktober 1399 als Knight Companion in den Hosenbandorden aufgenommen und bekam 1400 die Familiengüter sowie die Titel seines Vaters als 12. Earl of Arundel und 10. Earl of Surrey zurück. 1400 revoltierte eine Gruppe von Adeligen, darunter John Holland, gegen den neuen König. Thomas Fitzalan sorgte dafür, dass sein ehemaliger Vormund nach seiner Verhaftung hingerichtet – und vermutlich vorher auch gefoltert – wurde.
In der Folgezeit war Fitzalan, der selber ausgedehnte Besitzungen in Wales hatte, vor allem beschäftigt, dort den Aufstand des Owain Glyndŵr zu bekämpfen. 1405 schlug er dann eine Revolte in Nordengland nieder, die von Richard le Scrope, dem Erzbischof von York, angezettelt wurde. Thomas war Vorsitzender der Kommission, die den Bischof anschließend zum Tode verurteilte, was zu einer Entfremdung mit seinem Onkel führte, der seit 1399 wieder Erzbischof von Canterbury war.
Am 26. November 1405 heiratete Fitzalan Beatriz, eine Tochter von König Johann I. von Portugal und seiner Geliebten Inez Pirez. Bis 1412 war Thomas Fitzalan als Lord Warden of the Cinque Ports einer der engsten Berater des Königs, zog sich dann aber auf seine Güter zurück. Ein Jahr später jedoch starb Heinrich IV. und Fitzalan wurde Schatzmeister seines Sohnes Heinrich V. Er unterstützte dessen Feldzug gegen Frankreich im Jahr 1415. Bei der Belagerung von Harfleur erkrankte er an der Ruhr, kehrte nach England zurück und starb wenige Wochen später. Da er keine männlichen Erben hatte, fiel das Earldom Arundel an seinen Neffen zweiten Grades John, das Earldom Surrey erlosch.
In der britischen Geschichtsschreibung gilt Thomas Fitzalan als begabter Militärführer, aber auch als grausamer, rachsüchtiger und egoistischer Charakter.